# Philibert Tsiranana
Philibert Tsiranana (ur. 12 października 1912 w Ambarikorano, zm. 16 kwietnia 1978 w Antananarywie) – malgaski przywódca polityczny.

## Zarys biografii

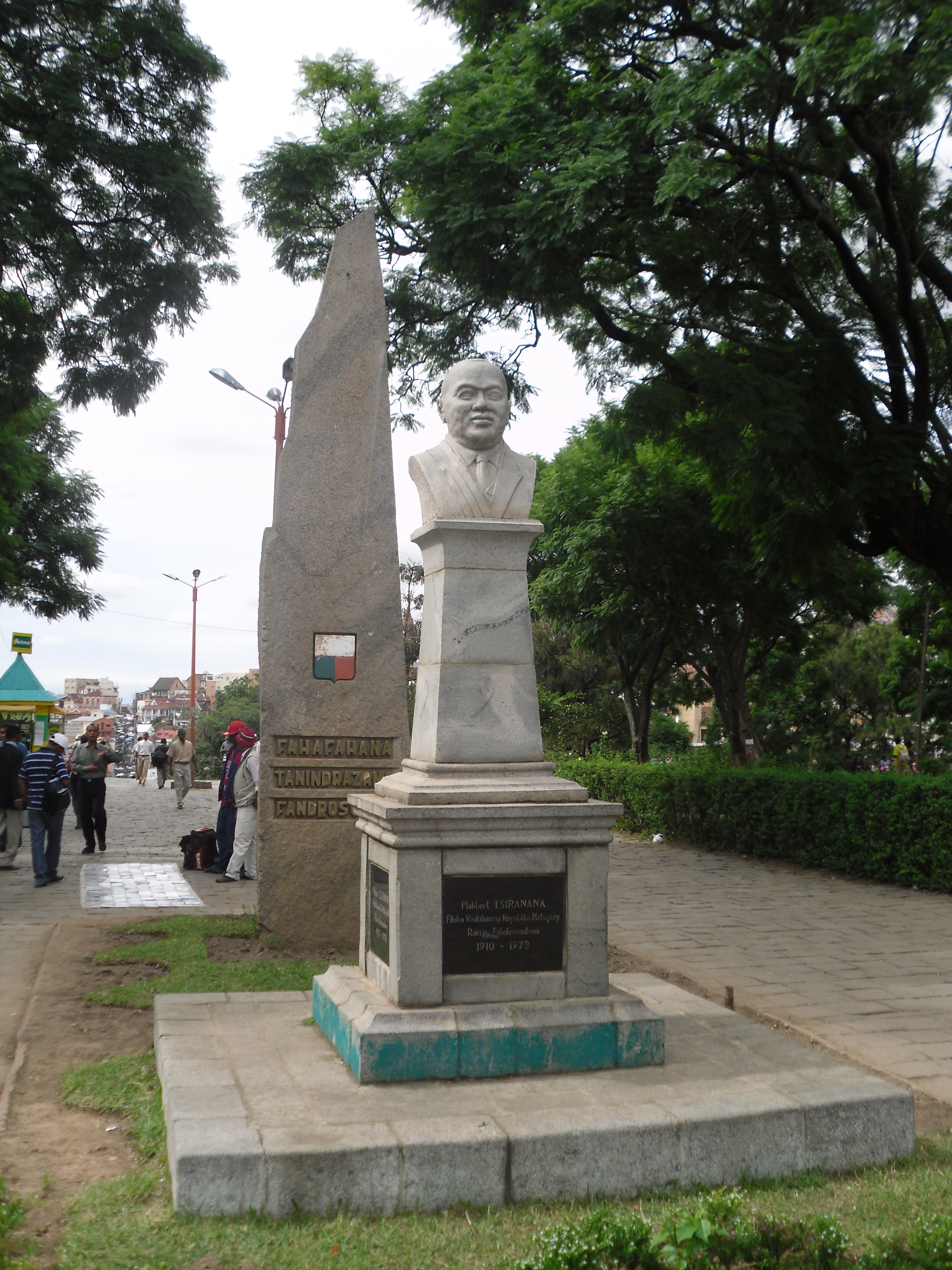
Popiersie Philibert'a Tsiranana w Antananarywie.

Z zawodu nauczyciel. W 1956 założył Partię Socjaldemokratyczną (PSD). Partia głosiła umiarkowany program i domagała się utrzymania więzów z Francją. Od 1958 roku premier rządu autonomicznego Madagaskaru. W chwili uzyskania niepodległości w 1960 roku objął urząd prezydenta. Okres jego rządów cechowała profrancuska orientacja i względna stabilność. Problemy rozpoczęły się na początku lat 70. wraz z powstaniem chłopskim i narastającymi konfliktami etnicznymi. W 1972 roku wybuchł strajk studencki a do protestów dołączyły następnie inne grupy społeczne. W maju tego samego roku Tsiranana wprowadził stan wojenny. 18 maja rząd Partii Socjaldemokratycznej podał się do dymisji. Władzę w państwie przejęła armia z generałem Gabrielem Ramanantsoą. Tsinaranana pełnił formalnie urząd do 11 października 1972 roku. Tego dnia zrzekł się urzędu na rzecz Ramanantsoa.